# Imani Coppola
Imani Francesca Coppola (New York, 6 aprile 1978) è una cantautrice e violinista statunitense.

## Biografia
Il singolo di debutto di Imani Coppola Legend of a Cowgirl è entrato in numerose classifiche internazionali, in particolare alla 36ª posizione della Billboard Hot 100 e alla 32ª della Official Singles Chart. Il primo album in studio, intitolato Chupacabra, è uscito nel 1997 su etichetta Columbia Records. Dopo aver pubblicato sette album in modo indipendente, nel 2007 la Ipecac Recordings ha distribuito The Black & White Album. L'anno successivo ha collaborato nel singolo dei Baha Men You All Dat, entrato in numerose classifiche e nella top ten australiana. Nello stesso anno ha preso parte al duo Little Jackie con Adam Pallin; il loro primo singolo The World Should Revolve Around Me si è piazzato in 14ª posizione in Regno Unito e in 30ª in Irlanda.

## Discografia

### Album in studio
- 1997 – Chupacabra
- 2000 - Come and Get Me... What!?
- 2002 - Post-Traumatic Pop Syndrome
- 2002 – Little Red Fighting Mood
- 2004 – Afrodite
- 2005 – Small Thunder
- 2005 – The Vocal Stylings of Imani Coppola
- 2007 – The Black & White Album
- 2010 – Free Spirit
- 2012 – The Glass Wall
- 2017 – Hypocrites